# Perth Glory FC
El Perth Glory FC és un club de futbol d'Austràlia, situat a la ciutat de Perth, a l'estat d'Austràlia Occidental. Va ser fundat el 1996 i juga a l'A-League.
El Perth és un dels tres equips del campionat que procedeixen de la National Soccer League i continuen existint.

## Història

### Orígens del futbol a Perth
La ciutat de Perth volia comptar amb un equip de futbol des de la fundació de la National Soccer League, però problemes logístics per la llunyania de la ciutat amb l'est del país, on es concentren la majoria de clubs, no li permeten optar a una plaça. L'estat d'Austràlia Occidental no comptaria amb presència en una lliga fins al 1994, quan un grup d'empresaris va fundar aquest any el Perth Kangaroos. Aquest equip va debutar a la Lliga de Singapur, i en el seu any d'estrena va aconseguir guanyar el campionat. Però tot i comptar amb èxits esportius, econòmicament la institució va acabar en la fallida i l'equip va acabar desapareixent.

### Etapa a la National Soccer League
El Perth Glory actual neix el 1995, prenent com a base l'experiència dels Kangaroos i sota un grup financer diferent presidit per Nick Tama. El seu debut a la NSL es produeix a la temporada 1996-97, amb la intenció d'aconseguir interès no només de la ciutat de Perth, sinó de tot l'estat al qual representava. En les seves primeres temporades l'equip va acabar en la meitat de la taula, i a poc a poc va començar a créixer.
El 1998 l'equip fa un salt de qualitat amb l'arribada a la banqueta de Bernd Stange, antic tècnic de l'Alemanya Oriental. Aquest any l'equip aconsegueix classificar-se per la fase final del campionat i atrau a diversos aficionats, i en la campanya 1999-2000 arriba a la final, la qual perd davant del Wollongong Wolves després d'anar-la guanyant per 3-0 al descans. Stange acabaria sent cessat el 2001 i substituït per un nou tècnic: Jean-Michel d'Avray.
Sota la direcció de d'Avray el Perth Glory millora el seu joc i acaba arribant a la final del 2001-02 que perd davant del Sydney Olympic. Mantenint un bloc similar, l'equip torna a arribar a la gran final del campionat el 2002-03, i acaba obtenint la seva primera lliga després de vèncer als seus anteriors botxins l'any anterior, els Olympic. El club va aconseguir revalidar el títol en la 2003-04 al vèncer al Parramatta Power.

### Etapa a l'A-League
Quan la Federació de Futbol d'Austràlia decideix eliminar la National Soccer League per crear un nou campionat conegut com A-League, decideix comptar amb el Perth Glory com una de les poques franquícies de la NSL que passarien al recentment creat torneig. Entre les raons estava ser el recent campió, la seva situació financera, i la necessitat de comptar amb una franquícia a les ciutats més poblades del país. Per l'estrena es va fitxar el 2005 a Steve McMahon com a entrenador, i es va remodelar per complet la plantilla comptant amb Simon Colosimo i Brian Deane com a principals reclams.
El Perth va debutar a la lliga amb problemes de caràcter intern que van provocar que l'equip no es classifiqués per a la fase final, cosa que no passava des del 1998. Nick Tama decideix llavors vendre el seu paquet accionarial de l'equip, pel fet que la franquícia no generava tants beneficis com quan eren a la NSL, i en no trobar comprador el Perth Glory va passar al control de la Federació australiana.
La temporada 2006-07 es produeix el fitxatge de Stan Lazaridis i l'explosió d'una nova estrella, Nick Ward. No obstant això, Ward abandona el club a mitjan temporada per fitxar pel Queens Park Rangers Football Club, i l'equip acaba en penúltim lloc. La seva situació econòmica va millorar el 2007-08, quan el club es va vendre a un consorci d'empresaris liderat per Tony Sage, els quals van anunciar la creació d'un projecte a mitjà termini per millorar els resultats esportius. Aquest any signa un acord de col·laboració amb el Manchester City FC. Encara que en la Copa de Pretemporada l'equip arriba a la final i mostra símptomes de millora, a la lliga regular acaba penúltim i empatat a punts amb el cuer, el Wellington Phoenix FC. El 2008-09, tot i l'arribada del brasiler Amaral com a màxima figura, signen la mateixa posició 
Després de la sortida d'Amaral, l'equip fitxa a Mile Sterjovski com a jugador franquícia. En la següent temporada el Perth es classifica per a la fase final, però cau en la primera ronda davant del Wellington Phoenix FC.

## Uniforme
- Uniforme titular: Samarreta de ratlles verticals morades i blanques, pantalons morats i mitjons morats.
- Uniforme alternatiu: Samarreta blanca amb detalls morats, pantalons blancs i mitjons blancs.

El fabricant de l'equipament és l'empresa Reebok, i el patrocinador del Perth és l'asseguradora QBE Insurance.

## Estadi
El Perth disputa els seus partits al Members Equity Stadium, un estadi amb capacitat per a 18.500 espectadors.